# Кокорина, Зинаида Петровна
Зинаида Петровна Кокорина (1899, Пермь — 1980, Москва) — русская лётчица и школьная учительница. В 1925 году, окончив Военную авиационную школу, она стала первой советской женщиной — военным лётчиком.
В качестве инструктора лётной школы обучила профессии многих советских лётчиков и лётчиц времён Второй мировой войны, в том числе Нину Распопову. Позднее работала преподавателем и директором школы в посёлке Чолпон-Ата в Киргизии. После выхода на пенсию вернулась в Москву.

## Биография
Зинаида Кокорина родилась в 1899 году в бедной семье уральского старовера-старателя. Училась в школе, а летом работала на спичечной фабрике, клеила этикетки. В десятилетнем возрасте она обучила соседку-булочницу грамоте и принесла матери пять рублей. За способности её определили в гимназию. С большим трудом, когда надо было учиться самой, а для заработка давать уроки купеческим дочкам, она окончила гимназию с золотой медалью. В 1916 году переехала в Петроград, чтобы поступить в университет, который окончила в 1921 году, получив диплом преподавателя средней школы.
С 1921 года — инструктор политотдела Киевского управления Военно-учебных заведений. Впервые увидела пролетающий над городом самолёт и была так впечатлена этим событием, что решила связать свою жизнь с авиацией. Она дважды писала рапорты командованию с просьбой зачисления в Киевскую авиашколу и оба раза получала отказ. В 1922 году знакомый посоветовал ей обратиться напрямую в Качинскую первую военную школу лётчиков и даже написал рекомендательное письмо своему товарищу — комиссару этой школы. В курсанты её не взяли, но предложили должность библиотекаря и она согласилась. Тайком она договаривалась с авиаторами и летала с ними на месте механика (впервые поднялась в небо 2 марта 1923 года). Её другом стал инструктор Альберт Поэль, с которым они решили пожениться, но Поэль трагически погиб в марте 1923 года, когда его самолёт разбился всего за пару дней до запланированной свадьбы.
О тайных полётах Кокориной с авиаторами узнал начальник лётной школы Тадеуш Галецкий и запретил ей появляться на аэродроме под угрозой увольнения. Её судьбу решил прибывший в лётную школу с проверкой начальник военно-учебных заведений ВВС Зиновьев. Разговорившись с Кокориной, он убедился, что она готова учиться, чтобы стать отличной советской лётчицей. Зиновьев отдал приказ зачислить её в Военную школу воздушного флота. Вместе с ней на теоретический курс (в подмосковном Егорьевске) были зачислены ещё три девушки. Однако после сдачи общеобразовательной части экзаменов в школу поступил приказ от Начальника ВВС республики Розенгольца: эксперимент прекратить, девушек отчислить. Кокорина с одной из девушек решила бороться за право стать лётчицей, но во всех инстанциях они получали отказы. Помог личный приём у председателя ЦИК СССР Михаила Калинина.
После окончания теоретического курса, в январе 1924 года вернулась в Качу — продолжать обучение лётной подготовке. Ей повезло попасть в группу инструктора Бориса Туржанского. Впервые она совершила одиночный полёт 3 мая 1924 года. Хотя Кокорина очень хотела стать лётчиком-истребителем, ввиду её исключительных способностей её уговорили остаться в Качинской школе в качестве инструктора. Проработав там несколько месяцев, она продолжила учёбу, а затем и преподавала в Высшей военной школе под Серпуховом, служила лётчиком-инструктором, затем лётчиком-истребителем в эскадрилье лёгких бомбардировщиков.
Усыновила племянника (двухлетнего сына умершей от туберкулёза сестры звали Всеволод, в семье — Вовка), а после брака (1927) с начальником штаба эскадрильи Сергеем Николаевичем Смелковым (1897—1940) родилась дочь Зинаида (впоследствии ставшая доктором педагогических наук). Через два месяца после свадьбы Кокорину перевели в 20-й отдельный отряд в Москву, а её мужа — сначала в авиабригаду на Украину, затем на командную должность в Киев, а после этого в Брянск. Воссоединиться надолго семье никак не удавалось.
Продвижения по службе тоже не получалось — в 1929 году Кокорина была лишь командиром звена. Однажды произошёл инцидент с комиссаром части, который в её присутствии заявил, что никогда бы не решился полететь с ней. Кокорина ответила, что такого труса не взяла бы на самолёт. По рапорту комиссара, в мае 1929 года Кокориной было объявлено взыскание за грубость и нарушение субординации. После этого она подала рапорт об увольнении из рядов РККА.
В 1930 году Кокорина — инструктор авиационного отдела Центрального Совета Осоавиахима СССР, а затем старший инспектор. В начале 1930-х годов создаёт и возглавляет Дальневосточную краевую школу гражданских пилотов имени И. С. Уншлихта. Несмотря на название, здесь учились летать и на военных самолётах. Здесь училась одна из знаменитых воспитанниц Кокориной — Нина Распопова.
В 1935 году по представлению ЦК Осоавиахима переехала в Киргизию. Врачи обнаружили у сына и дочери признаки туберкулёза — наследственной болезни семьи — и рекомендовали санаторное лечение, поэтому руководство Осоавиахима постаралось помочь Кокориной. Так она оказалась на партийной работе в ЦК ВКП(б) Киргизии. Болезнь детей удалось преодолеть.
В 1937 году энтузиасты создания и развития Осоавиахима, такие как Алексей Рыков, Иосиф Уншлихт, Роберт Эйдеман, Морис Белоцкий, были репрессированы. Это частично затронуло и Кокорину — в конце 1937 года она была исключена из партии за связь с «врагами народа». Так, Белоцкий с 1935 года был секретарём ЦК ВКП(б) Киргизии. В мае 1938 года Кокорина была арестована, а в 1939 году освобождена «за отсутствием состава преступления». Затем был арестован её муж, Сергей Смелков — он погиб в лагерях в 1940 году.
Много лет прожила Зинаида Петровна в посёлке Чолпон-Ата на берегу озера Иссык-куль. Была учителем и директором школы, преподавала историю, русский язык и литературу. Выйдя досрочно, по болезни, на пенсию, она переехала к дочери, окончившей Киргизский университет. Сын Всеволод, получивший ранение на войне, окончил театральный институт и работал сначала редактором музыкального отдела на радио в Чите, а затем (до самой смерти в 1983 году) в Ленинграде, помогал матери материально.
Зинаида Петровна никому не рассказывала о своей прошлой деятельности, связанной с авиацией, но когда её дочь, работавшая тогда в Киргизском университете, собралась в научную командировку в Москву, она попросила её зайти в Центральный музей авиации и космонавтики и передать секретарю музея Н. Н. Семенкевичу свой военный билет для какой-нибудь экспозиции. О том, что Кокорина жива, тут же узнали бывшие пилоты-качинцы и посодействовали её переезду в Москву — переезд состоялся осенью 1968 года. До этого, в августе 1967 года, она уже побывала в Москве по инициативе Валентины Гризодубовой, посчитавшей, что решению квартирного вопроса будет способствовать участие Кокориной в День авиации в интервью на центральном ТВ. Вопрос с получением московской квартиры решался медленно — первое время пришлось жить у друзей. Новоселье совпало с семидесятипятилетним юбилеем Кокориной. Её друзья — качинцы, серпуховцы, хабаровчане — позаботились о переезде в Москву и дочери с внуками. Читатели Советского Союза узнали о Кокориной из очерка «Первая» журналиста Василия Пескова (1969) — было много восторженных откликов на эту публикацию.